# Samuel Graves
Cet article concerne l'amiral britannique. Pour le Représentant américain pour le Missouri, voir Sam Graves.
Samuel Graves, né le 17 avril 1713 et mort le 8 mars 1787 est un officier de marine britannique. Il sert dans la Royal Navy et parvient au grade d'Admiral. Il est connu pour le rôle qu'il joue au large des côtes américaines pendant la et se distingue pendant la guerre d'indépendance des États-Unis.

## Carrière militaire
Fils de Samuel Graves, il naît en Irlande du Nord où son grand-père, le Captain James Graves (1654–1689), qui avait épousé une fille de Sir John Herdman of Stannington, vivait, avant qu'on ne lui vole sa solde de son régiment et qu'il ne soit assassiné dans son lit. Graves intègre la Royal Navy en 1732. Promu au grade de lieutenant en 1739, il prend part en 1741 à l'expédition contre Carthagène des Indes, il sert alors à bord de la frégate HMS Norfolk, sous les ordres de son oncle et futur amiral, le Captain Thomas Graves. Le cousin de Samuel Graves, Thomas, qui est le fils du Captain Graves et sera lui aussi amiral, sert à ses côtés à bord du vaisseau de troisième rang HMS Norfolk (80 canons). Promu à un poste de commandement, il se voit confier le sloop Bonetta en 1743, Graves sert dans les Indes occidentales jusqu'en 1747, commandant le Ripon’s Prize, puis, plus tard, l’Enterprise.

### Guerre de Sept Ans
En 1756, Graves reçoit le commandement du HMS Duke. Deux ans plus tard, à nouveau au commandement du Duke, Graves sert sous les ordres de l'amiral Hawke à la bataille des Cardinaux qui a lieu le 20 novembre 1759 en baie de Quiberon. Il restera sur le Duke jusqu'à sa promotion au grade de Rear-admiral en octobre 1762.

### Guerre d'indépendance des États-Unis
En octobre 1770, Graves est promu Vice-admiral et, en juillet 1774, il est nommé commandant de la North American Station. Les ordres que reçoit Graves sont vagues, les ressources dont il dispose insuffisantes, et sa tâche, selon les termes du Dictionary of National Biography, « peut-être la tâche la plus ingrate qui n'ait jamais incombé à un officier de marine ». D'après les instructions qu'il reçoit, Graves est chargé — avec le soutien d'officiers des douanes — de faire respecter les différentes lois relatives au commerce et aux droite de douane en Amérique du nord britannique, et en particulier le Boston Port Act. Avec seulement vingt-six navires pour surveiller plus de mille miles de côtes allant de la Nouvelle-Écosse à la Floride, la mission de Graves est sisyphéenne.
Le manque d'homme rend sa tâche encore plus ardue, la Royal Navy est alors contrainte d'enrôler des hommes de force pour venir renforcer ses équipages diminués. Il doit également faire face au comportement des officiers placés sous ses ordres qui ne reconnaissaient pas les autorités locales et étaient souvent méprisants à l'égard des officiers et des représentants locaux.
Basé à Boston, Graves est au centre de agitation révolutionnaire qui gagne la Nouvelle-Angleterre. Ses hommes manœuvrent les embarcations qui permettent aux soldats britanniques de traverser la rivière Charles en route pour Concord dans la nuit du 18 avril 1775. Deux mois plus tard, le 17 juin 1775, ses hommes transportent à nouveau des troupes, cette fois en direction de la péninsule de Charlestown, et plusieurs de ses bâtiments participent, grâce à leur puissance de feu, à la victoire pyrrhique à Bunker Hill. Le 6 octobre 1775, pendant le siège de Boston, l'amiral Graves, ordonne au lieutenant Henry Mowatt, commandant le navire armé Canceaux, de détruire les ports qui soutenaient la rébellion. Mowatt incendie Falmouth (aujourd'hui Portland (Maine)) le 18 octobre.
Le 27 janvier 1776, le vice-amiral Richard Howe le remplace en tant que commandant-en-chef de la station d'Amérique du nord. Graves rentre en Grande-Bretagne sans commandement. En septembre 1777, il décline le poste de Commander-in-Chief, Plymouth, mais fait part de son souhait de continuer à servir en mer. Graves est promu au grade d'amiral de l'escadre bleue (Admiral of the Blue) le 29 janvier 1778, Admiral of the White le 8 avril 1782. Il meurt dans sa propriété de Hembury Fort, à Honiton dans le Devon le 8 mars 1787.

## Mariage et descendance
Il épouse Elizabeth Sedgwick, la fille de John Sedgwick de Staindrop dans le comté de Durham le 19 juin 1750 à Londres. Après la mort d'Elizabeth le 7 juillet 1767, il épouse en secondes noces le 14 juin 1769 Margaret Spinkes, fille d'Elmer Spinkes de Aldwinkle dans le Northamptonshire. Cette union reste sans enfants, il a cependant la garde de la fille de sa défunte belle-sœur qui épouse son filleul John Graves Simcoe, qui deviendra par la suite Gouverneur Général du Haut-Canada. Issu d'une famille d'officiers de marine, il est le cousin de Thomas Graves, 1er baron Graves, et l'oncle de Thomas Graves.

### Sources et bibliographie
- (en) Cet article est partiellement ou en totalité issu de l’article de Wikipédia en anglais intitulé « Samuel Graves » (voir la liste des auteurs).
- (en) Nathan Miller, Sea of Glory : The Continental Navy fights for Independence 1775-1783, New York, David McKay, 1974, 558 p. (ISBN 978-0-679-50392-7, OCLC 844299)